# Palabra de 36 bit

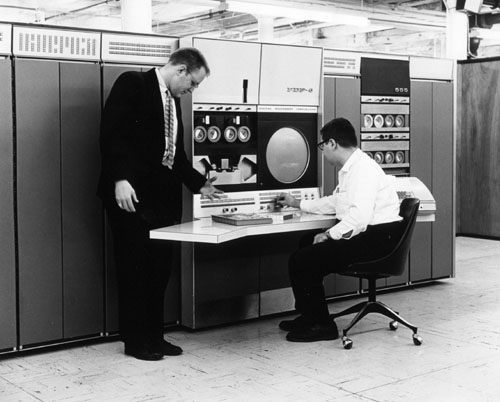
Computadora PDP-6 desarrollada en 1963 por DEC y que, al igual que los mainframe de IBM, trabajaba con palabras de 36 bits.

Muchos de los primeros computadores orientados al mercado científico tenían palabras de 36 bits. El largo de la palabra tenía el tamaño justo para representar números enteros positivos y negativos con una precisión de diez dígitos decimales (35 bits podía ser el máximo).
Esto también permitía almacenar seis caracteres alfanuméricos en caracteres de 6 bits. Antes de la introducción de las computadoras, lo más avanzado en cálculos de precisión científicos y de ingeniería eran las máquinas de calcular mecánicas, de funcionamiento eléctrico, de diez dígitos, como los fabricados por Friden, Marchant y Monroe. Estas máquinas tenían una columna de teclas por cada dígito y los operadores eran entrenados para usar todos los dedos cuando ingresaban los números; mientras algunas calculadoras especializadas tenían más columnas, diez era el límite práctico. Las computadoras, los nuevos competidores de esas máquinas, tenían que igualar esa precisión. Las computadoras decimales vendidas en esa época, como el IBM 650 y el IBM 7070, tenían palabras de diez dígitos, como el ENIAC, uno de los primeros computadores.
Entre las computadores con palabras de 36 bits estaban el MIT Lincoln Laboratory TX-2, las IBM 701/704/709/7090/7094, las UNIVAC 1103/1103A/1105/1100/2200, las General Electric 600/Honeywell 6000, las Digital Equipment Corporation PDP-6/10 (tal como se utilizaba en las DECsystem-10/DECSYSTEM-20), y en la serie Symbolics 3600. Máquinas más chicas como las PDP-1/9/15 usaban palabras de 18 bits, de tal forma que una palabra doble podía formar 36 bits. El EDSAC tenía un esquema similar.
Estas computadoras usaban direccionamiento de palabra, no de byte, dando un espacio de direccionamiento de 218 palabras de 36 bits, aproximadamente 1 megabyte de almacenamiento. Muchas de estas máquinas tenían limitada la memoria física a una cantidad similar. Las arquitecturas que sobrevivieron evolucionaron para soportar espacios de direccionamiento virtual usando segmentación de memoria y otros mecanismos.
Entre los conjuntos de caracteres más comunes estaban:
- seis Fieldata de 6 bits o caracteres IBM BCD
- siete caracteres de 7 bits y 1 bit sin usar (la convención usual en las PDP-6/10)
- cuatro caracteres de 8 bits (7 bit ASCII más 1 sin usar u 8 bit EBCDIC) y 4 bits sin usar
- cuatro caracteres de 9 bits (la convención Multics).

Los caracteres eran tomados de las palabras usando desplazamiento estándar y operaciones de enmascarado o con hardware especializado soportando caracteres de 6 bits, 9 bits, o de longitud variable. El Univac 1100/2200 usaba la designación de palabra parcial de la instrucción o un registro "J" para acceder a los caracteres. La GE-600 usaba palabras especiales indirectas para acceder a caracteres de 6 y 9 bits; la PDP-6/10 tenía instrucciones especiales para acceder a campos de bytes de longitud arbitraria. El lenguaje de programación C requiere que toda la memoria sea accesible como bytes, por lo que la implementación del C en máquinas de 36 bits usa bytes de 9 bits.
Para la época en que IBM introdujo el System/360, los cálculos científicos se llevaron a coma flotante y las calculadoras mecánicas ya no fueron competencia. La 360 también incluía instrucciones de aritmética decimal de largo variable para aplicaciones comerciales, por lo que el uso de palabras cuyo largo era potencia de dos, se volvió rápidamente universal.